# Загальний каталог Босса
Зага́льний катало́г Бо́сса (англ. General Catalogue, GC) — астрономічний каталог, що містить власні рухи 33 342 зір. Складено Бенджаміном Боссом та опубліковано 1936 року. Цей каталог замінив Попередній загальний каталог, виданий 1910 року його батьком Льюїсом Боссом.